# Galatasaray Istanbul/Saison 1973/74
Die Saison 1973/74 von Galatasaray Istanbul war die 66. Saison in der Vereinsgeschichte und die 16. Saison in der türkischen Liga, der 1. Lig. Der Klub beendete die Saison auf dem 5. Platz. In der Türkiye Kupası schied Galatasaray im Halbfinale aus. Die Teilnahme am Europapokal der Landesmeister endete wie in den zwei Vorjahren in der 1. Runde.

## Personalien

### Kader
| Nat.       | Name            | Geburtsdatum  | im Verein seit | vorheriger Verein     |
| Torhüter   | Torhüter        | Torhüter      | Torhüter       | Torhüter              |
| ---------- | --------------- | ------------- | -------------- | --------------------- |
| Turkei     | Nihat Akbay     | 1. Jan. 1945  | 1968           | Beykozspor            |
| Turkei     | Yasin Özdenak   | 11. Okt. 1948 | 1967           | Istanbulspor          |
| Abwehr     |                 |               |                |                       |
| Turkei     | Ekrem Günalp    | 1. Jan. 1947  | 1969           | Gençlerbirliği Ankara |
| Turkei     | Murat İnan      | 10. Juni 1955 | 1973           | eigene Jugend         |
| Turkei     | Tarık Küpoğlu   | 1. Jan. 1948  | 1971           | Sarıyer SK            |
| Turkei     | Arif Kuşdoğan   | 1. Jan. 1956  | 1972           | eigene Jugend         |
| Turkei     | Muzaffer Sipahi | 1. Jan. 1941  | 1968           | Ankara Demirspor      |
| Turkei     | Cüneyt Tanman   | 16. Jan. 1956 | 1973           | eigene Jugend         |
| Turkei     | Tuncay Temeller | 1. Jan. 1948  | 1970           | PTT                   |
| Turkei     | Enver Ürekli    | 1. Jan. 1946  | 1973           | PTT                   |
| Turkei     | Samim Yağız     | 15. Apr. 1950 | 1969           | eigene Jugend         |
| Mittelfeld |                 |               |                |                       |
| Turkei     | Ahmet Akkuş     | 1. Jan. 1944  | 1970           | Kütahyaspor           |
| Turkei     | Mustafa Ergücü  | 15. Jan. 1955 | 1973           | Izmirspor             |
| Turkei     | Aydın Güleş     | 1. Jan. 1944  | 1970           | PTT                   |
| Turkei     | Mehmet Oğuz     | 3. Mai 1949   | 1967           | Kadırga SK            |
| Turkei     | Bülent Ünder    | 16. Apr. 1949 | 1969           | eigene Jugend         |
| Angriff    |                 |               |                |                       |
| Turkei     | Metin Kurt      | 15. März 1948 | 1970           | PTT                   |
| Turkei     | Gökmen Özdenak  | 22. Juni 1947 | 1967           | Istanbulspor          |
| Turkei     | Mehmet Özgül    | 1. Jan. 1950  | 1972           | Sirkeci SK            |
| Turkei     | Şevki Şenlen    | 22. Juli 1949 | 1973           | Eskişehirspor         |
| Turkei     | Suphi Soylu     | 1. Jan. 1949  | 1970           | Sarıyer SK            |
| Turkei     | Korhan Tınaz    | 25. Nov. 1950 | 1972           | Kütahyaspor           |
| Turkei     | Engin Verel     | 15. Sep. 1956 | 1973           | Davutpaşa SK          |

#### Transfers
| Zugänge | Abgänge |
| --- | --- |
| - Mustafa Ergücü (Izmirspor) - Murat İnan (eigene Jugend) - Şevki Şenlen (Eskişehirspor) - Cüneyt Tanman (eigene Jugend) - Enver Ürekli (PTT) - Engin Verel (Davutpaşa SK) | - Olcay Başarır (Karriere beendet) - Cengiz Erkazan (Karriere beendet) - Uğur Köken (Karriere beendet) - Savaş Yarbay (Sivasspor) |

## Spielkleidung
| Heim | Auswärts | Ausweich |

## Saison
Alle Ergebnisse aus Sicht von Galatasaray Istanbul.
Die Tabelle listet alle 1.-Lig-Spiele des Vereins der Saison 1973/74 auf. Siege sind grün, Unentschieden gelb und Niederlagen rot markiert.

### 1. Lig
| ST | Datum              | Gegner              | Ort                            | Ergebnis  | Tor(e) für Galatasaray Istanbul                                         | Karte(n) für Galatasaray Istanbul |
| -- | ------------------ | ------------------- | ------------------------------ | --------- | ----------------------------------------------------------------------- | --------------------------------- |
| 01 | 9. September 1973  | Boluspor            | Mithatpaşa Stadı, Istanbul     | 3:1 (2:0) | 1:0 Ünder (19.), 2:0 Özdenak (35.), 3:0 Ergücü (70.)                    | keine                             |
| 02 | 15. September 1973 | MKE Ankaragücü      | 19 Mayıs Stadı, Ankara         | 0:0       | keine                                                                   | keine                             |
| 03 | 22. September 1973 | Adanaspor           | Mithatpaşa Stadı, Istanbul     | 1:0 (1:0) | 1:0 Ergücü (13.)                                                        | keine                             |
| 04 | 30. September 1973 | Fenerbahçe Istanbul | Mithatpaşa Stadı, Istanbul     | 0:0       | keine                                                                   | Günalp (27.), Özgül (60.)         |
| 05 | 7. Oktober 1973    | Eskişehirspor       | Atatürk Stadı, Eskişehir       | 0:2 (0:1) | keine                                                                   | Günalp (41.), Özdenak (41.)       |
| 06 | 20. Oktober 1973   | Göztepe Izmir       | Mithatpaşa Stadı, Istanbul     | 1:0 (0:0) | 1:0 Ergücü (59.)                                                        | keine                             |
| 07 | 28. Oktober 1973   | Samsunspor          | Şehir Stadı, Samsun            | 0:0       | keine                                                                   | keine                             |
| 08 | 4. November 1973   | Beşiktaş Istanbul   | Mithatpaşa Stadı, Istanbul     | 1:2 (1:1) | 1:0 Özgül (3.)                                                          | Günalp (15.), Oğuz (69.)          |
| 09 | 11. November 1973  | Altay Izmir         | Mithatpaşa Stadı, Istanbul     | 1:0 (0:0) | 1:0 Temeller (73. Elfmeter)                                             | Oğuz (67.)                        |
| 10 | 25. November 1973  | Adana Demirspor     | Şehir Stadı, Adana             | 0:0       | keine                                                                   | Küpoğlu (17.)                     |
| 11 | 1. Dezember 1973   | Kayserispor         | Mithatpaşa Stadı, Istanbul     | 1:0 (0:0) | 1:0 Şenlen (61.)                                                        | keine                             |
| 12 | 15. Dezember 1973  | Vefa Istanbul       | Mithatpaşa Stadı, Istanbul     | 1:0 (1:0) | 1:0 Özgül (17.)                                                         | keine                             |
| 13 | 23. Dezember 1973  | Mersin İdman Yurdu  | Tevfik Sırrı Gür Stadı, Mersin | 0:0       | keine                                                                   | Ergücü (23.)                      |
| 14 | 29. Dezember 1973  | Bursaspor           | Mithatpaşa Stadı, Istanbul     | 4:0 (2:0) | 1:0 Ürekli (13.), 2:0 Özgül (30.), 3:0 Temeller (69.), 4:0 Ergücü (90.) | keine                             |
| 15 | 6. Januar 1973     | Giresunspor         | Şehir Stadı, Giresun           | 0:0       | keine                                                                   | keine                             |
| 16 | 10. Februar 1974   | Boluspor            | Şehir Stadı, Bolu              | 0:1 (0:1) | keine                                                                   | Oğuz (44.)                        |
| 17 | 17. Februar 1974   | MKE Ankaragücü      | Inönü Stadı, Istanbul          | 3:0 (1:0) | 1:0 Ünder (19.), 2:0 Özgül (55.), 3:0 Özgül (83.)                       | keine                             |
| 18 | 24. Februar 1974   | Adanaspor           | Şehir Stadı, Adana             | 0:0       | keine                                                                   | keine                             |
| 19 | 3. März 1974       | Fenerbahçe Istanbul | Inönü Stadı, Istanbul          | 1:2 (0:2) | 1:2 Özdenak (52.)                                                       | keine                             |
| 20 | 9. März 1974       | Eskişehirspor       | Inönü Stadı, Istanbul          | 3:0 (1:0) | 1:0 Akkuş (35.), 2:0 Özgül (47.), 3:0 Temeller (87.)                    | keine                             |
| 21 | 17. März 1974      | Göztepe Izmir       | Atatürk Stadı, Izmir           | 1:1 (0:0) | 1:1 Ürekli (89.)                                                        | keine                             |
| 22 | 24. März 1974      | Samsunspor          | Inönü Stadı, Istanbul          | 2:0 (1:0) | 1:0 Küpoğlu (45.), 2:0 Özdenak (85.)                                    | keine                             |
| 23 | 31. März 1974      | Beşiktaş Istanbul   | Inönü Stadı, Istanbul          | 0:1 (0:0) | keine                                                                   | keine                             |
| 24 | 7. April 1974      | Altay Izmir         | Atatürk Stadı, Izmir           | 1:0 (0:0) | 1:0 Oğuz (54.)                                                          | keine                             |
| 25 | 13. April 1974     | Adana Demirspor     | Inönü Stadı, Istanbul          | 0:1 (0:0) | keine                                                                   | keine                             |
| 26 | 21. April 1974     | Kayserispor         | Atatürk Stadı, Kayseri         | 0:2 (0:0) | keine                                                                   | keine                             |
| 27 | 27. April 1974     | Vefa Istanbul       | Inönü Stadı, Istanbul          | 1:2 (1:1) | 1:0 Ergücü (15.)                                                        | keine                             |
| 28 | 12. Mai 1974       | Mersin İdman Yurdu  | Inönü Stadı, Istanbul          | 2:0 (0:0) | 1:0 Kurt (63.), 2:0 Akkuş (82.)                                         | keine                             |
| 29 | 19. Mai 1974       | Bursaspor           | Atatürk Stadı, Bursa           | 0:0       | keine                                                                   | keine                             |
| 30 | 26. Mai 1974       | Giresunspor         | Inönü Stadı, Istanbul          | 2:1 (1:1) | 1:1 Temeller (43.), 2:0 Ergücü (71.)                                    | keine                             |

### Türkiye Kupası
| Runde        | Datum            | Gegner              | Ort                    | Ergebnis  | Tor(e) für Galatasaray Istanbul | Karte(n) für Galatasaray Istanbul |
| ------------ | ---------------- | ------------------- | ---------------------- | --------- | ------------------------------- | --------------------------------- |
| VF-Hinspiel  | 14. Februar 1974 | Şekerspor           | Inönü Stadı, Istanbul  | 1:1 (0:0) | 1:1 Verel (50.)                 | keine                             |
| VF-Rückspiel | 27. Februar 1974 | Şekerspor           | 19 Mayıs Stadı, Ankara | 1:0 (0:0) | 1:0 Özdenak (46.)               | keine                             |
| HF-Hinspiel  | 20. März 1974    | Fenerbahçe Istanbul | Inönü Stadı, Istanbul  | 0:0       | keine                           | keine                             |
| HF-Rückspiel | 17. April 1974   | Fenerbahçe Istanbul | Inönü Stadı, Istanbul  | 0:3 (0:1) | keine                           | keine                             |

### Europapokal der Landesmeister
| Runde        | Datum              | Gegner          | Ort                              | Ergebnis        | Tor(e) für Galatasaray Istanbul | Karte(n) für Galatasaray Istanbul |
| ------------ | ------------------ | --------------- | -------------------------------- | --------------- | ------------------------------- | --------------------------------- |
| 1R-Hinspiel  | 19. September 1973 | Atlético Madrid | Estadio Vicente Calderón, Madrid | 0:0             | keine                           | Özdenak (15.)                     |
| 1R-Rückspiel | 3. Oktober 1973    | Atlético Madrid | Mithatpaşa Stadı, Istanbul       | 0:1 n. V. (0:0) | keine                           | Oğuz (38.), Özgül (72.)           |

### TSYD Kupası
| Datum           | Gegner              | Ort                        | Ergebnis  | Tor(e) für Galatasaray Istanbul | Karte(n) für Galatasaray Istanbul |
| --------------- | ------------------- | -------------------------- | --------- | ------------------------------- | --------------------------------- |
| 4. August 1973  | Beşiktaş Istanbul   | Mithatpaşa Stadı, Istanbul | 1:2 (1:1) | 1:1 Şenlen (22.)                | keine                             |
| 11. August 1973 | Fenerbahçe Istanbul | Mithatpaşa Stadı, Istanbul | 2:2 (0:1) | 1:2 Oğuz (73.), 2:2 Özgül (82.) | Şenlen (27.), Oğuz (34.)          |

## Statistiken

### Teamstatistik
| Wettbewerb                    | Punkte | daheim | daheim | daheim | daheim | daheim | auswärts | auswärts | auswärts | auswärts | auswärts | Gesamt | Gesamt | Gesamt | Gesamt | Gesamt | Tordifferenz |
| Wettbewerb                    | Punkte | Sp     | G      | U      | N      | TV     | Sp       | G        | U        | N        | TV       | Sp     | G      | U      | N      | TV     | Tordifferenz |
| ----------------------------- | ------ | ------ | ------ | ------ | ------ | ------ | -------- | -------- | -------- | -------- | -------- | ------ | ------ | ------ | ------ | ------ | ------------ |
| 1. Lig                        | 35:25  | 15     | 11     | 1      | 3      | 24:6   | 15       | 2        | 8        | 5        | 5:10     | 30     | 13     | 9      | 8      | 29:16  | +13          |
| Türkiye Kupası                | –      | 2      | 0      | 1      | 1      | 1:4    | 2        | 1        | 1        | 0        | 1:0      | 4      | 1      | 2      | 1      | 2:4    | −2           |
| Europapokal der Landesmeister | –      | 1      | 0      | 0      | 1      | 0:1    | 1        | 0        | 1        | 0        | 0:0      | 2      | 0      | 1      | 1      | 0:1    | −1           |
| Gesamt                        | 35:25  | 18     | 11     | 2      | 5      | 25:11  | 18       | 3        | 10       | 5        | 6:10     | 36     | 14     | 12     | 10     | 31:21  | +10          |

### Saisonverlauf
| Spieltag | 1 | 2 | 3 | 4 | 5 | 6 | 7 | 8 | 9 | 10 | 11 | 12 | 13 | 14 | 15 | 16 | 17 | 18 | 19 | 20 | 21 | 22 | 23 | 24 | 25 | 26 | 27 | 28 | 29 | 30 |
| -------- | - | - | - | - | - | - | - | - | - | -- | -- | -- | -- | -- | -- | -- | -- | -- | -- | -- | -- | -- | -- | -- | -- | -- | -- | -- | -- | -- |
| Spielort | H | A | H | H | A | H | A | A | H | A  | H  | A  | A  | H  | A  | A  | H  | A  | A  | H  | A  | H  | H  | A  | H  | A  | H  | H  | A  | H  |
| Resultat | S | U | S | U | N | S | U | N | S | U  | S  | S  | U  | S  | U  | N  | S  | U  | N  | S  | U  | S  | N  | S  | N  | N  | N  | S  | U  | S  |
| Platz    | 1 | 1 | 1 | 2 | 5 | 2 | 4 | 6 | 4 | 3  | 2  | 1  | 2  | 1  | 3  | 3  | 2  | 3  | 4  | 3  | 4  | 3  | 4  | 4  | 4  | 5  | 5  | 5  | 5  | 5  |

Quelle: https://www.weltfussball.de/spielplan/tur-sueperlig-1973-1974
Legende: Spielort: H = Heim; A = Auswärts. Resultat: S = Sieg; U = Unentschieden; N = Niederlage

### Spielerstatistiken
| Spieler         | 1. Lig   | 1. Lig | 1. Lig      | 1. Lig     | Türkiye Kupası/TSYD Kupası | Türkiye Kupası/TSYD Kupası | Türkiye Kupası/TSYD Kupası | Türkiye Kupası/TSYD Kupası | Europapokal der Landesmeister | Europapokal der Landesmeister | Europapokal der Landesmeister | Europapokal der Landesmeister | Total    | Total | Total       | Total      |
| Spieler         | Einsätze | Tore   | Gelbe Karte | Rote Karte | Einsätze                   | Tore                       | Gelbe Karte                | Rote Karte                 | Einsätze                      | Tore                          | Gelbe Karte                   | Rote Karte                    | Einsätze | Tore  | Gelbe Karte | Rote Karte |
| --------------- | -------- | ------ | ----------- | ---------- | -------------------------- | -------------------------- | -------------------------- | -------------------------- | ----------------------------- | ----------------------------- | ----------------------------- | ----------------------------- | -------- | ----- | ----------- | ---------- |
| Nihat Akbay     | 0        | 0      | 0           | 0          | 1                          | 0                          | 0                          | 0                          | 0                             | 0                             | 0                             | 0                             | 1        | 0     | 0           | 0          |
| Ahmet Akkuş     | 22       | 2      | 0           | 0          | 4                          | 0                          | 0                          | 0                          | 0                             | 0                             | 0                             | 0                             | 26       | 2     | 0           | 0          |
| Mustafa Ergücü  | 25       | 6      | 1           | 0          | 5                          | 0                          | 0                          | 0                          | 2                             | 0                             | 0                             | 0                             | 32       | 6     | 1           | 0          |
| Aydın Güleş     | 24       | 0      | 0           | 0          | 6                          | 0                          | 0                          | 0                          | 2                             | 0                             | 0                             | 0                             | 32       | 0     | 0           | 0          |
| Ekrem Günalp    | 26       | 0      | 3           | 0          | 3                          | 0                          | 0                          | 0                          | 2                             | 0                             | 0                             | 0                             | 31       | 0     | 3           | 0          |
| Murat İnan      | 3        | 0      | 0           | 0          | 0                          | 0                          | 0                          | 0                          | 0                             | 0                             | 0                             | 0                             | 3        | 0     | 0           | 0          |
| Tarık Küpoğlu   | 22       | 1      | 1           | 0          | 5                          | 0                          | 0                          | 0                          | 2                             | 0                             | 0                             | 0                             | 29       | 1     | 1           | 0          |
| Metin Kurt      | 17       | 1      | 0           | 0          | 6                          | 0                          | 0                          | 0                          | 2                             | 0                             | 0                             | 0                             | 25       | 1     | 0           | 0          |
| Arif Kuşdoğan   | 6        | 0      | 0           | 0          | 0                          | 0                          | 0                          | 0                          | 0                             | 0                             | 0                             | 0                             | 6        | 0     | 0           | 0          |
| Mehmet Oğuz     | 24       | 1      | 2           | 1          | 3                          | 1                          | 1                          | 0                          | 2                             | 0                             | 1                             | 0                             | 29       | 2     | 4           | 1          |
| Gökmen Özdenak  | 11       | 3      | 1           | 0          | 3                          | 1                          | 0                          | 0                          | 1                             | 0                             | 1                             | 0                             | 15       | 4     | 2           | 0          |
| Yasin Özdenak   | 30       | 0      | 0           | 0          | 5                          | 0                          | 0                          | 0                          | 2                             | 0                             | 0                             | 0                             | 37       | 0     | 0           | 0          |
| Mehmet Özgül    | 23       | 6      | 1           | 0          | 5                          | 1                          | 0                          | 0                          | 1                             | 0                             | 1                             | 0                             | 29       | 7     | 2           | 0          |
| Şevki Şenlen    | 15       | 1      | 0           | 0          | 5                          | 1                          | 1                          | 0                          | 2                             | 0                             | 0                             | 0                             | 22       | 2     | 1           | 0          |
| Muzaffer Sipahi | 18       | 0      | 0           | 0          | 5                          | 0                          | 0                          | 0                          | 1                             | 0                             | 0                             | 0                             | 24       | 0     | 0           | 0          |
| Suphi Soylu     | 5        | 0      | 0           | 0          | 0                          | 0                          | 0                          | 0                          | 0                             | 0                             | 0                             | 0                             | 5        | 0     | 0           | 0          |
| Cüneyt Tanman   | 2        | 0      | 0           | 0          | 0                          | 0                          | 0                          | 0                          | 0                             | 0                             | 0                             | 0                             | 2        | 0     | 0           | 0          |
| Tuncay Temeller | 27       | 4      | 0           | 0          | 4                          | 0                          | 0                          | 0                          | 2                             | 0                             | 0                             | 0                             | 33       | 4     | 0           | 0          |
| Korhan Tınaz    | 7        | 0      | 0           | 0          | 2                          | 0                          | 0                          | 0                          | 2                             | 0                             | 0                             | 0                             | 11       | 0     | 0           | 0          |
| Bülent Ünder    | 19       | 2      | 0           | 0          | 3                          | 0                          | 0                          | 0                          | 2                             | 0                             | 0                             | 0                             | 24       | 2     | 0           | 0          |
| Enver Ürekli    | 24       | 2      | 0           | 0          | 5                          | 0                          | 0                          | 0                          | 0                             | 0                             | 0                             | 0                             | 29       | 2     | 0           | 0          |
| Engin Verel     | 15       | 0      | 0           | 0          | 4                          | 1                          | 0                          | 0                          | 0                             | 0                             | 0                             | 0                             | 19       | 1     | 0           | 0          |
| Samim Yağız     | 5        | 0      | 0           | 0          | 3                          | 0                          | 0                          | 0                          | 0                             | 0                             | 0                             | 0                             | 8        | 0     | 0           | 0          |